# Alessandro Schiavi
Alessandro Schiavi (Cesenatico, 28 novembre 1872 – Forlì, 17 maggio 1965) è stato un giornalista, scrittore e sociologo italiano.

## Biografia
Studia con Antonio Labriola all'Università di Roma, dove si laurea in giurisprudenza nel 1895. 
Nella capitale si afferma come giornalista e studioso di scienze sociali. Nel 1896 entra a far parte  della  prima redazione dell'Avanti!, dove rimane fino al 1903. Successivamente si trasferisce a Milano, dove i suoi interessi si sviluppano in direzione dell'indagine sociale sulla condizione operaia e dei problemi dell'edilizia popolare. Diventa funzionario della Società Umanitaria e poi direttore dell'Istituto per le case popolari. Entra nell'amministrazione comunale come assessore nelle prime giunte socialiste della città, tra il 1914 (sindaco Caldara) e il 1922 (sindaco Filippetti).
Il suo impegno intellettuale prosegue durante il fascismo, lavorando come redattore e traduttore con la casa editrice Laterza e con Benedetto Croce.
Dopo la Seconda guerra mondiale è tra i protagonisti della ricostruzione in Romagna; viene eletto senatore socialdemocratico nella seconda legislatura repubblicana e si distingue per il suo impegno europeista. È sostenitore, prima ancora che di una federazione di Stati e di governi, di una federazione di comunità locali, che vede attuabile attraverso il Consiglio dei Comuni d'Europa, nato a Ginevra nel 1951.
È stato biografo di Filippo Turati e di Anna Kuliscioff di cui ha raccolto e curato il carteggio.

## Opere
- Carteggi 1892-1965, 2 v., a cura di C. De Maria, Manduria, Lacaita, 2003-2004;
- Le case a buon mercato e le città giardino, Bologna, Zanichelli, 1911;
- Anna Kuliscioff, Roma, Opere nuove, 1955;
- Filippo Turati, Roma, Opere Nuove, 1955;
- F. Turati - A. Kuliscioff, Carteggio, raccolto da Alessandro Schiavi, Torino, Einaudi, 1977